# Mordella lapidicola
Mordella lapidicola là một loài bọ cánh cứng trong họ Mordellidae. Loài này được Wickham miêu tả khoa học năm 1909.